# Papularia
Papularia är ett släkte av svampar. Papularia ingår i familjen Apiosporaceae, klassen Sordariomycetes, divisionen sporsäcksvampar och riket svampar.
| Papularia | \| \| Papularia ecuadorensis \| \| \| \| |
|           | \| \| Papularia ecuadorensis \| \| \| \| |
|           | Arthrinium                               |
|           |                                          |
|           | Cordella                                 |
|           |                                          |
|           | Apiospora                                |
|           |                                          |
|           | Pteroconium                              |
|           |                                          |
|           | Lasiobertia                              |
|           |                                          |
|           | Papularia ecuadorensis                   |
|           |                                          |

|  | Papularia ecuadorensis |
|  |                        |